# Grad Valdek
Grad Valdek (nemško Waldeck) je bil grad, katerega ruševine se nahajajo na vzpetini pred Hudo Luknjo v kraju Gornji Dolič na nadmorski višini 618 m.
Grad je dobil ime po plemiški rodbini Waldeck, prvi lastniki, valdeški roparski vitezi pa naj bi ga sezidali v 12. stoletju. Pozneje je grad prišel v roke družine Auffenstein. Po legendi naj bi grad v prvi polovici 15. stoletja razdejali Turki. Po tem je grad med 15. in 18. stoletjem zamenjal več lastnikov. Zadnji lastnik je bila konec 18. stoletja družina Freihern iz Slovenj Gradca, po zemljiški odvezi iz leta 1848 pa je grad izgubil nekdanja pripadajoča kmetijska zemljišča in kmetije Hof, Gašper, Arnej, Pristovnik in Šmon. Po izgubi teh zemljišč je grad začel propadati in je do sredine 19. stoletja postal ruševina.
Ruševine gradu so bile leta 1994 zavarovane kot umetnostni in kulturni spomenik, iz njih pa je še danes razvidna grajska romanska stolpasta zasnova z do 170 cm debelimi zidovi. Poleg pritličja je imel grad še dve nadstropji. Poleg ostankov romanske stolpaste stavbe v jedru, je ohranjen še stolp do višine dveh nadstropij, cvinger ob stolpu, del zunanjega zidu in jarka okrog njega.

## Legenda o gradu
Grad naj bi med turškimi vpadi pri enem od obleganj prestrelila topovska krogla, ki naj bi padla na mizo za katero je sedela gospoda. Krogla, ki naj bi prestrelila zidove se danes nahaja v muzeju. Turki, naj bi grad napadli nekje iz območja Hude luknje. O gradu in o razdelitvi zemlje pa kroži še več legend. Ena izmed legend o delitvi zemlje je tudi ta, da so bili v bližini gradu kmetje, med njimi tudi Krištof, Tomaž in Gašper, ki so bili deležni velike delitve zemlje. Po teh kmetih se še dandanes imenujejo kmetije v bližini gradu.